# هاري كونيك الابن.
جوزيف هاري فولر كونيك الابن. (ولد في 11 سبتمبر 1967) مغني، مضيف حواري وممثل أمريكي. تم تصنيف كونيك ضمن أفضل 60 فنانًا ذكرًا مبيعًا في الولايات المتحدة من قبل رابطة صناعة التسجيلات الأمريكية، مع 16 مليون في المبيعات المعتمدة. كان لديه سبعة ألبومات ضمن أفضل 20 ألبومًا في الولايات المتحدة، وعشرة ألبومات جاز أمريكية رقم واحد، وحقق ألبومات رقم واحد أكثر من أي فنان آخر في تاريخ مخططات الجاز الأمريكية اعتبارًا من عام 2009.

## روابط خارجية
- الموقع الرسمي
- هاري كونيك الابن. على موقع IMDb (الإنجليزية)
- هاري كونيك الابن. على موقع الموسوعة البريطانية (الإنجليزية)
- هاري كونيك الابن. على موقع روتن توميتوز (الإنجليزية)
- هاري كونيك الابن. على موقع قاعدة بيانات الأفلام العربية
- هاري كونيك الابن. على موقع ألو سيني (الفرنسية)
- هاري كونيك الابن. على موقع ميوزك برينز (الإنجليزية)
- هاري كونيك الابن. على موقع تيرنر كلاسيك موفيز (الإنجليزية)
- هاري كونيك الابن. على موقع أول موفي (الإنجليزية)
- هاري كونيك الابن. على موقع قاعدة بيانات برودواي على الإنترنت (الإنجليزية)
- هاري كونيك الابن. على موقع قاعدة بيانات برودواي على الإنترنت (الإنجليزية)